# Ла Фелче (Фиренца)
Ла Фелче је насеље у Италији у округу Фиренца, региону Тоскана.
Према процени из 2011. у насељу је живело 79 становника. Насеље се налази на надморској висини од 261 м.